# Flakpanzer Coelian
 (février 2018).
Si vous disposez d'ouvrages ou d'articles de référence ou si vous connaissez des sites web de qualité traitant du thème abordé ici, merci de compléter l'article en donnant les références utiles à sa vérifiabilité et en les liant à la section « Notes et références ».
Le Flakpanzer Coelian était un projet de canon anti-aérien auto-propulsé développé par Rheinmetall pendant la Seconde Guerre mondiale pour les forces armées allemandes. Il était destiné à être armé de deux canons 3,7 cm FlaK 43 dans une tourelle rotative et entièrement close et sur le châssis d'un Panther, mais n'a pas été construit avant la fin de la guerre en Europe.

## Développement
Dans les premières années de la guerre, la Wehrmacht n'avait pas beaucoup d'intérêt dans le développement de canons anti-aériens auto-propulsés. Seulement, les Alliés ont développé une supériorité aérienne, et ainsi le besoin de canons anti-aériens plus mobiles et mieux armés a augmenté.
La Wehrmacht avait adapté une variété de véhicules à roues et de half-tracks pour servir en tant que position de défense anti-aérienne avant mobile afin de protéger les blindés et les unités d'infanterie sur le terrain ainsi que pour des zones de position temporaire avant tel des quartiers généraux mobiles ou des points logistiques. Comme les chasseurs bombardiers et d'autres avions d'attaque terrestre sont passés des mitrailleuses et des bombes, aux roquettes air-sol, les postes de défense aérienne étaient encore plus vulnérables. La réponse était d'adapter le châssis d'un char avec une tourelle spéciale qui pourrait permettre de protéger l'équipage, alors qu'ils tirent sur les avions alliés.
En conséquence, le Haut Commandement de l'Armée allemande a émis une demande pour un char antiaérien basé sur le châssis du Panther. Rheinmetall a développé le « Coelian » dans différentes versions, dont une avec quatre canons de 20mm MG 151/20, mais ils ont continué à faire évoluer le canon en fonction des changements demandées par le commandement (telles que les demandes de canons modernes avec des tubes plus longs). Finalement, en mai 1944, une tourelle avec un seul canon de 5.5 cm a été développé, en même temps qu'un autre, possédant deux canons jumelés de 3,7 cm FlaK 43.
Cependant, il est vite est devenu clair que le châssis ne serait pas disponible pour les Flakpanzers pour diverses raisons, y compris le débarquement des Alliés en Normandie, l'augmentation des bombardements stratégiques offensifs des Alliés, et la pénurie de matières premières. À la mi-février 1945, seulement un prototype avec une tourelle en bois possédant les canons de 3,7 cm sur un châssis de Panther Ausf D avait été créé.

## Dans la culture populaire

### Jeux vidéo
- Le flakpanzer V Coelian[4] fait son apparition dans le jeu War Thunder, en tant que char anti-aérien de tier IV et un BR de 6.7 (battle rating / cote de bataille).